# Вулиця Ольжича (Київ)
Ву́лиця О́льжича — вулиця в Шевченківському та Подільському районах міста Києва, місцевість Сирець. Пролягає від вулиці Олени Теліги до Сирецької вулиці.
Прилучаються вулиці Родини Глаголєвих, Бакинська і Максима Берлинського.

## Історія
Вулиця виникла (за винятком початкової частини) на межі XIX — XX століть, мала назву вулиця Бабин Яр (прямувала в бік однойменного урочища Бабин Яр). З 1952 року — вулиця Дем'яна Бєдного, на честь радянського поета Дем'яна Бєдного. У 1961 році до неї було приєднано Сулимівську вулицю (виникла у середині XX століття, пролягала між теперішніми вулицями Олени Теліги і Бакинською). Сучасна назва на честь українського поета, науковця і політичного діяча Олега Ольжича — з 1993 року.

## Забудова
Сучасна забудова вулиці відноситься до 1960-х — 1970-х років та представлена п'ятиповерховими «хрущовками» та дев'ятиповерхівками серії 1-КГ-480 («чешки»). Кінцева частина вулиці круто спускається яром по приватному сектору селища Сирець, старовинною дорогою, зображеною ще на карті 1752 року.

## Установи та заклади
- Санітарно-епідеміологічна станція Шевченківського району (буд. № 10-А)
- Дитяча поліклінка Шевченківського району № 3 (буд. № 16)

## Зображення

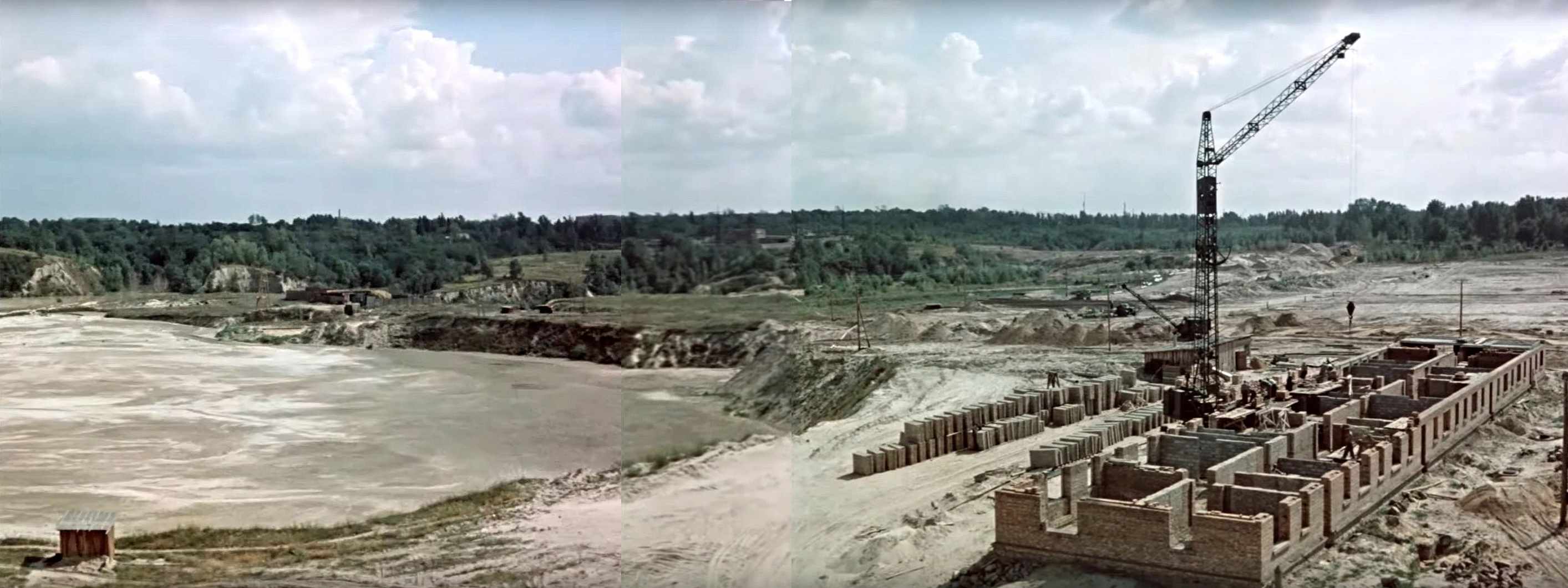
Замив Бабиного Яру відходами цегляного виробництва та спорудження будинку № 6
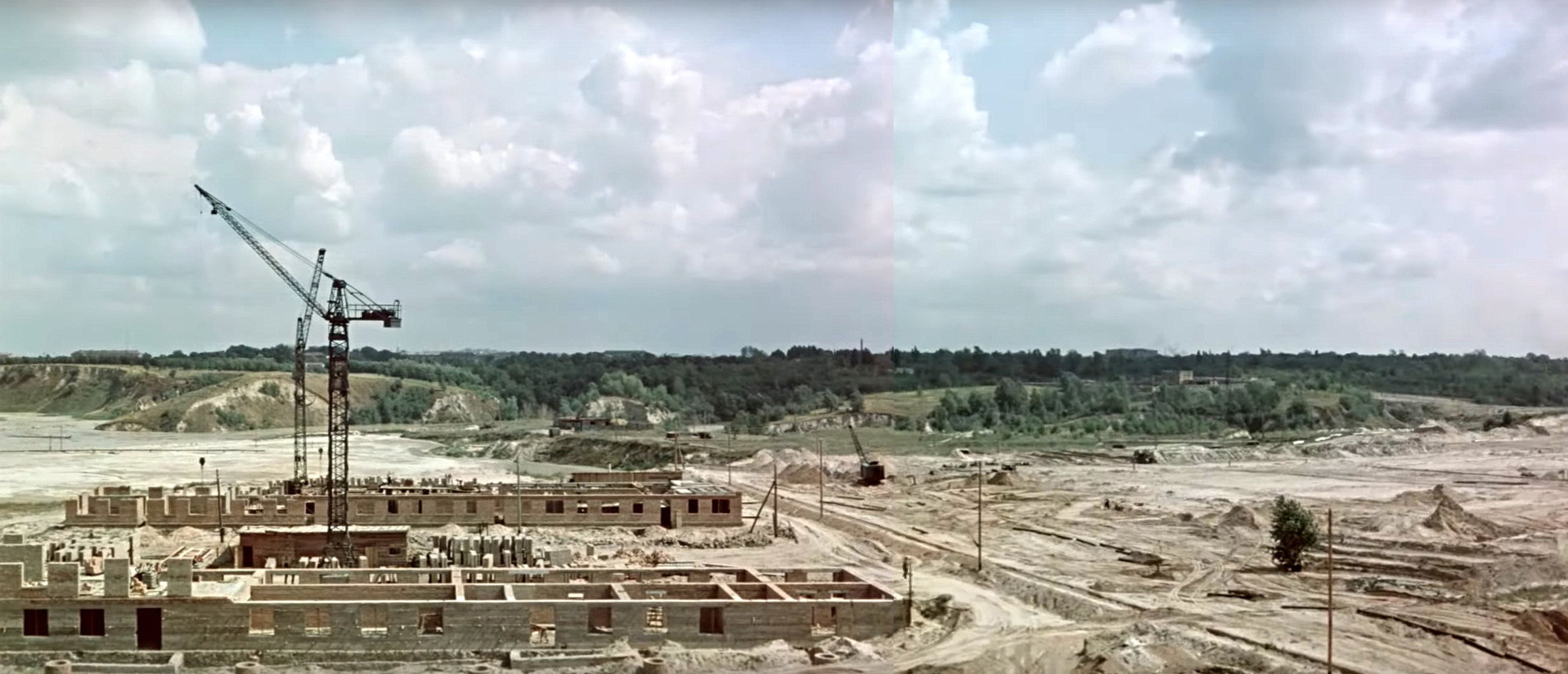
Спорудження будинків № 6 (дальній) та № 8 (ближній)
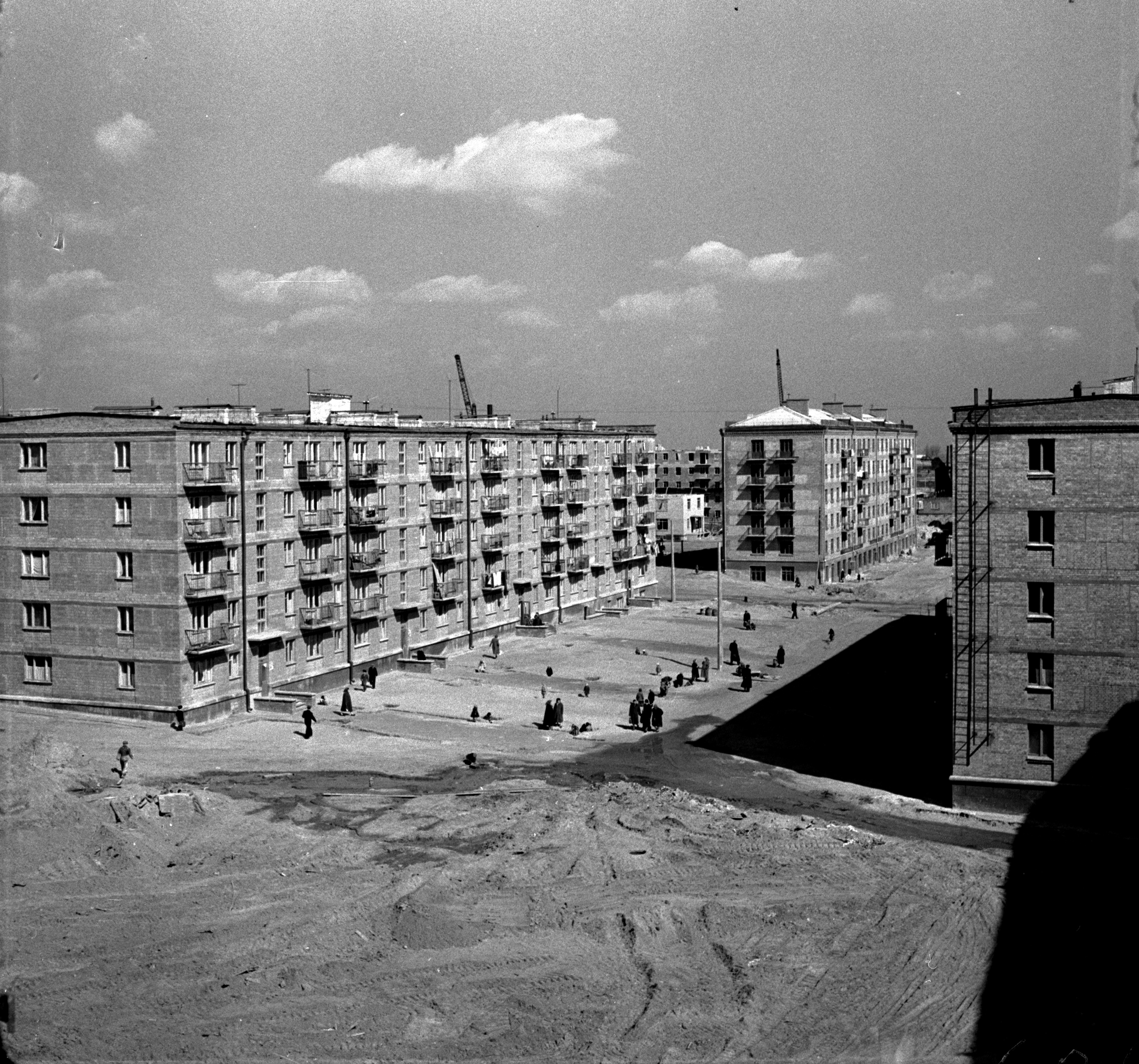
Спорудження будинків № 10-А (дальній) та № 8 (ближній)
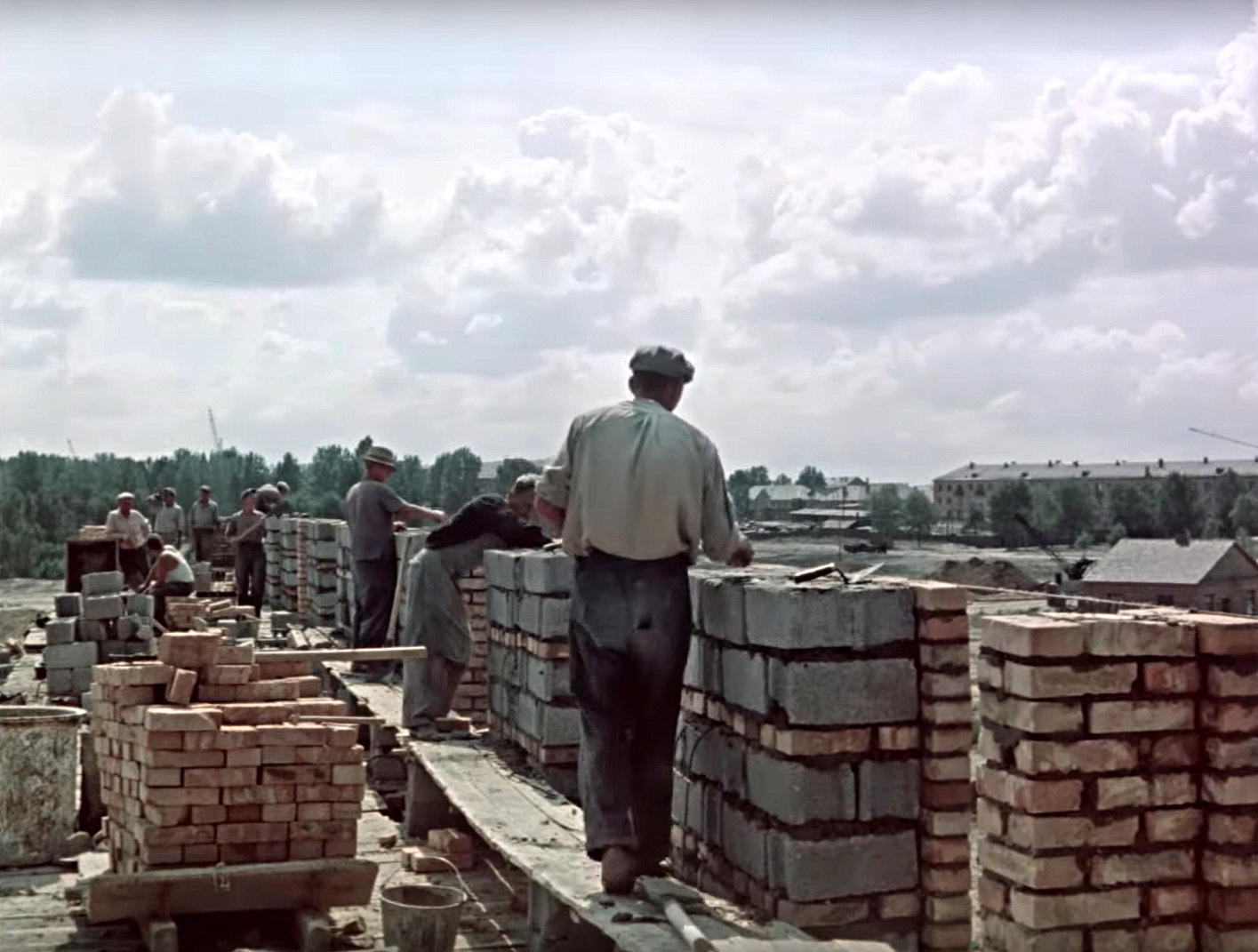
Спорудження будинку № 12
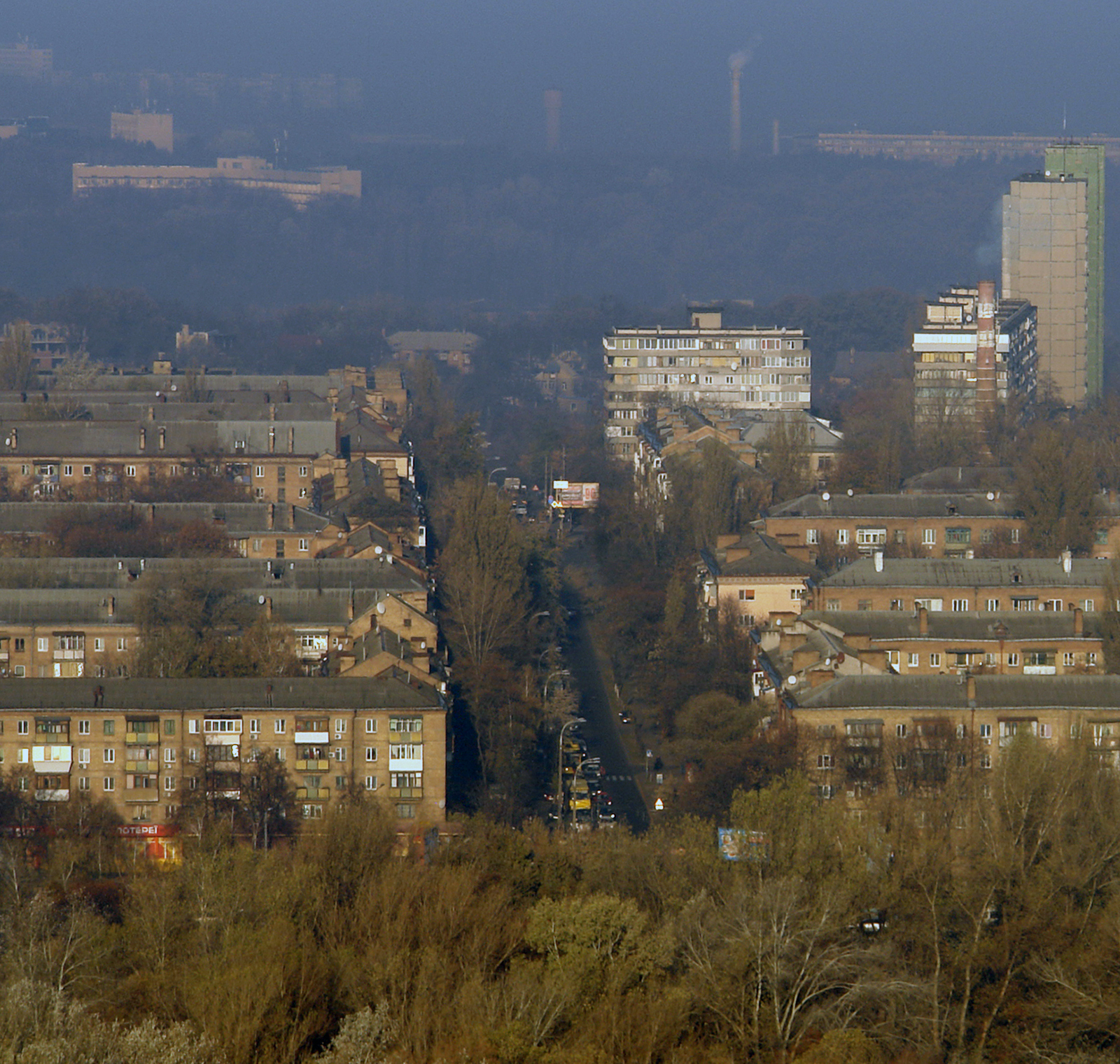
Вулиця з висоти пташиного польоту
Анотаційна дошка